# マドリード工科大学
マドリード工科大学（マドリードこうかだいがく、スペイン語: Universidad Politécnica de Madrid, 略称 : UPM）は、スペイン・マドリードにある公立大学。
18世紀に開校した工学と建築学を専門とするふたつの技術学校が1971年に合併して開校した。エル・ムンド紙が毎年発表している2008-09年版スペインの公立大学ランキングでは、工科大学/工業大学の中では第1位、大学全体ではマドリード・コンプルテンセ大学に次ぐ第2位だった。ヨーロッパの主要な工科大学で構成されるT.I.M.E(Top Industrial Managers for Europe) の一員である。UPMの各教室はマドリード中に散らばっており、統一キャンパスは存在しない。中でも中心となるキャンパスは、シウダ・ウニベルシタテア（大学都市）またはモンクロア・キャンパス、モンテガンセード・キャンパス、バジェカス・ポリテクニカル・コンプレックス（南キャンパス）、ダウンタウン・キャンパスなどである。

## 教育
- 建築学
- 船舶工学
- 鉱業工学
- 土木工学
- 林業工学
- 工業工学
- 農業工学
- 航空工学
- 化学工学
- エレクトロニクス、情報技術、電気通信工学
- コンピュータ科学、ソフトウェア工学、ハードウェア工学、情報システム
- 地質学

## 大学間提携

### UPMダブル・ディグリー
以下はダブル・ディグリー・プログラムを結んでいる大学の一覧である。

#### ヨーロッパ
フランス
| Arts et Métiers ParisTech (ENSAM) エコール・ポリテクニーク École Centrale des Arts et Manufactures Paris パリ国立高等鉱業学校 高等電気学校 (SUPELEC) École Nationale Supérieure des Télécommunications Paris École Nationale Supérieure d'Informatique et de Mathématiques Appliquées (ENSIMAG) HEC経営大学院 国立土木学校 国立航空宇宙学校(SUPAERO) École Nationale Supérieure de Génie Industriel École Nationale Supérieure des Télécommunications de Bretagne | サンテ・ティエンヌ国立高等鉱業学校 ナント国立高等鉱業学校 国立先端技術学校 (ENSTA) エコール・サントラル・ドゥ・リール エコール・サントラル・ドゥ・リヨン エコール・サントラル・ドゥ・マルセイユ エコール・サントラル・ドゥ・ナント École Nationale Supérieure d'Ingénieurs des Constructions Aéronautiques (ENSICA) École Nationale Supérieure de Mécanique et d'Aérotechnique (ENSMA) ナンシー国立高等鉱業学校 Institut National des Sciences Appliquées de Toulouse (INSA Toulouse) ドゥエー国立高等鉱業学校 |

ドイツ
ミュンヘン工科大学
ベルリン工科大学
ダルムシュタット工科大学
シュトゥットガルト大学
ハノーファー専門大学
マンハイム専門大学
イタリア
ミラノ工科大学
トリノ工科大学
Università degli Studi di Trento
ベルギー
ルーヴァン・カトリック大学
リエージュ大学
ブリュッセル自由大学(ULB)
モンス理工科学大学
Faculté Universitaire des Sciences Agronomiques de Gembloux
スウェーデン
スウェーデン王立工科大学
ルンド工科大学
デンマーク
デンマーク工科大学
チェコ
Czech University of Life Sciences Prague - FFWS
イギリス
クランフィールド大学
North East Wales Institute of Higher Educations-NEWI
オーストリア
ウィーン工科大学
アジア
日本
　　　同志社大学（理工学部、生命医科学部）

#### 南北アメリカ
アメリカ合衆国
Illinois Institute of Technology, Chicago
アルゼンチン
国立パタゴニア・アウストラル大学
ペルー
ペルーカトリック教皇大学

### その他
UPMはヨーロッパの工科高等教育学校の大半とエラスムス協定を結んでおり、他の国際大学協定も結んでいる。
- エラスムス奨学金
- アテネ・プログラム
- マガリャンイス・プログラム
- エラスムス・ムンドゥス・プログラム
- MIT交換プログラム[11]
- GE4プログラム
- スペイン＝中国交換プログラム
- スペイン＝インド・プログラム
- ヴルカヌス・プログラム
- Student Mobility with no Exchange Program

## 日本の学生交流協定校
- 東京大学
- 東京工業大学
- 慶應義塾大学
- 東京理科大学
- 豊橋技術科学大学
- 静岡大学
- 名古屋市立大学
- 岡山大学
- 同志社大学
- 大阪工業大学

## 出身人物

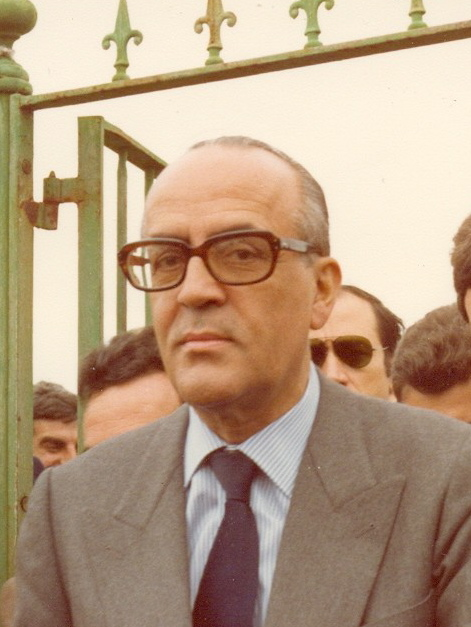
首相を務めたレオポルド・カルボ＝ソテーロ

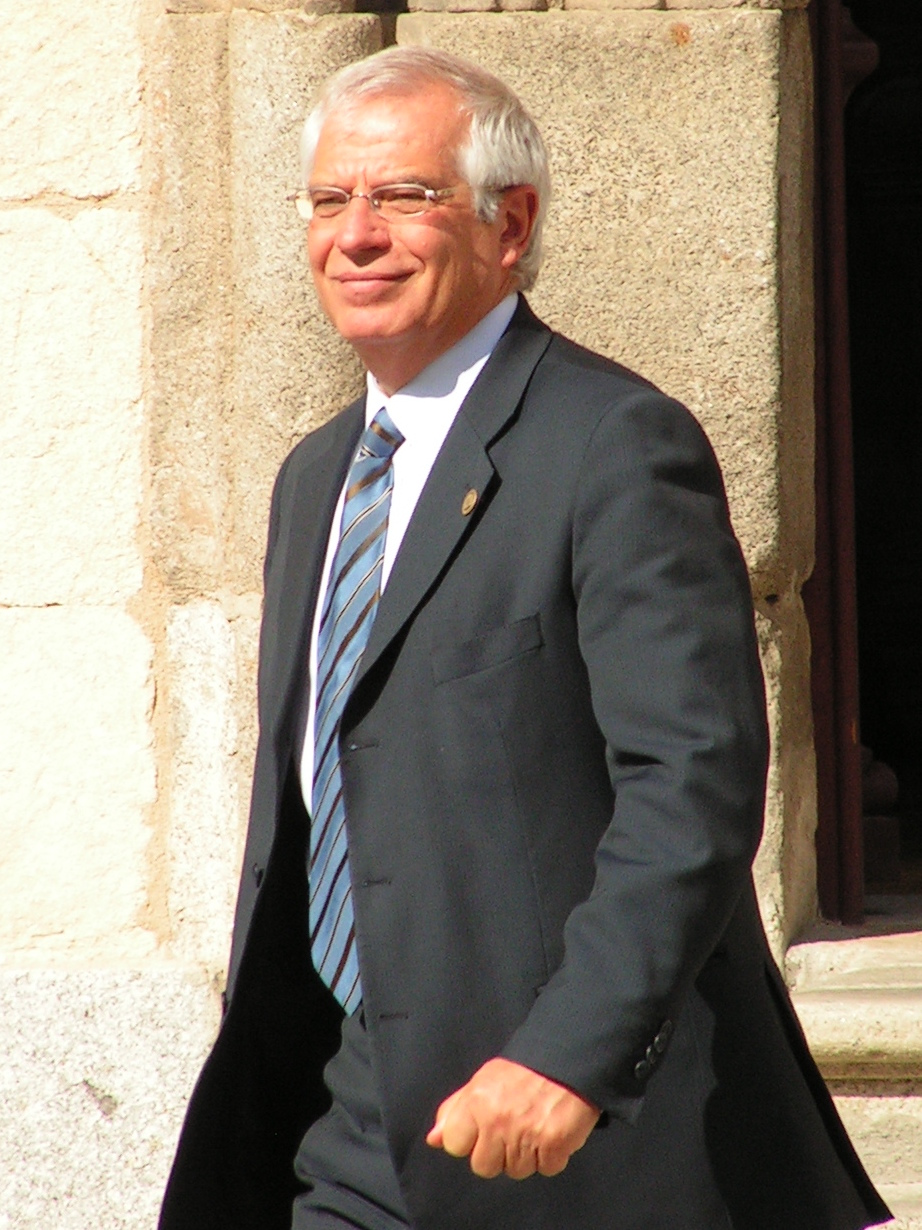
欧州議会議長を務めたジョセップ・ボレル

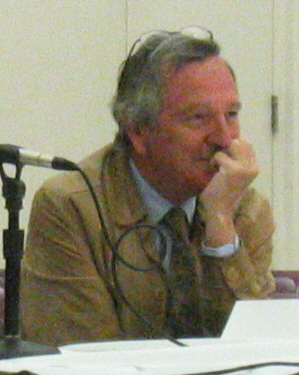
プリツカー賞を受賞したラファエル・モネオ

### 建築家以外
- パラセデス・マテオ・サガスタ – 政治家。スペイン首相（1870-1902に7度）。
- レオポルド・カルボ＝ソテーロ – 政治家。スペイン首相（1981-1982）。
- フランシスコ・アルバレス・カスコス – 政治家。スペイン副首相（1996-2000）。
- ジョセップ・ボレル – 政治家。欧州議会議長（2004-2007）。航空工学を専攻。
- フロレンティーノ・ペレス – 実業家。ACSグループCEO・レアル・マドリード会長。
- ラファエル・デル・ピノ・イ・モレーノ – 実業家。フェロビアルCEO。
- ラファエル・デル・ピノ・カルボ＝ソテーロ – 実業家。フェロビアルCEO。イ・モレーノの息子。
- アントニオ・マヌエル・ペレス – 実業家。コダックCEO。
- ハウメ・カルアナ – 銀行家。スペイン銀行総裁（2000-2006）。
- アンヘル・カブレラ – 教育者。サンダーバード国際経営大学院学長、ジョージ・メイソン大学学長。
- フアン・パボン – 計算機科学者。
- ペドロ・デュケ – 宇宙飛行士。航空工学を専攻。
- レオナルド・トーレス・ケベード – 技術者・数学者。ロープウェイ、ラジコンなどを発明。大学内にはケベード博物館がある。
- ナチョ・バラオナ – テレビディレクター。
- ラファエル・ベニテス – サッカー指導者。
- フアン・マヌエル・マタ – サッカー選手。身体運動科学を専攻。

### 建築家
- フランシスコ・ハビエル・サエンス・デ・オイサ - マドリードの「トーレ・ブランカス」など。
- サルバドール・バレリ – バルセロナの「コマラット邸」など。
- アントニオ・パラシオス – マドリードの「シベーレス宮殿」など。
- フェリックス・キャンデラ – バレンシアの「芸術科学都市」など。名誉教授でもある。
- グスタボ・シェプス – ウルグアイの建築家。
- アレハンドロ・デ・ラ・ソタ – 建築家。
- ラファエル・モネオ – 1996年にプリツカー賞。2003年にRIBAゴールドメダル。
- アンドレス・ハケ – 建築家・思想家。
- アレハンドロ・サエラ＝ポロ – 2004年にベネツィア建築ビエンナーレ受賞。
- カルロス・アロージョ – 建築家・都市計画家。2011年にミース・ファン・デル・ローエ賞候補。
- アルベルト・カンポ・バエサ – 2012年にミース・ファン・デル・ローエ賞候補。
- エミリオ・トゥニョン – 2014年に文化省による美術功労賞。

## ギャラリー

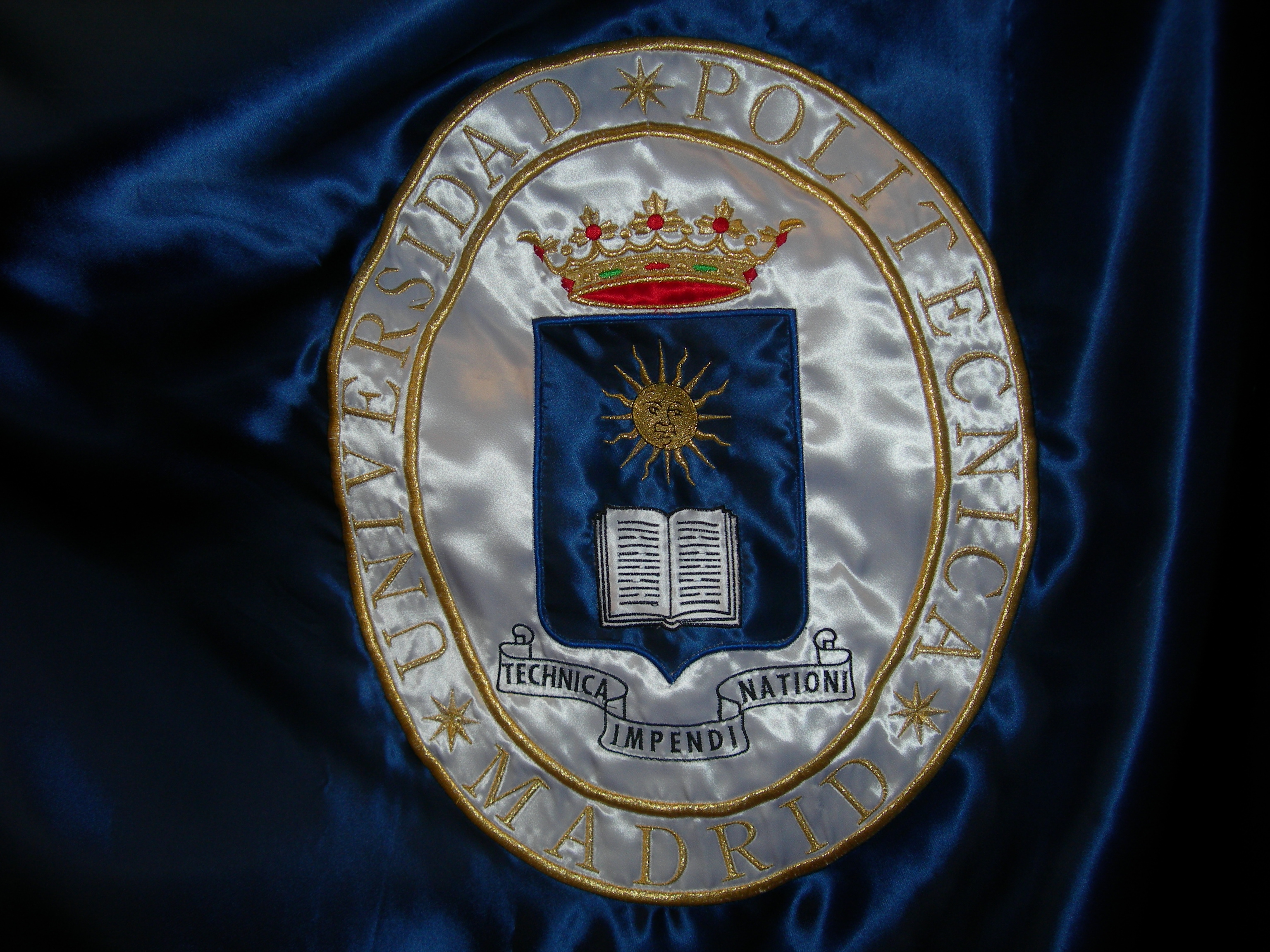
校旗
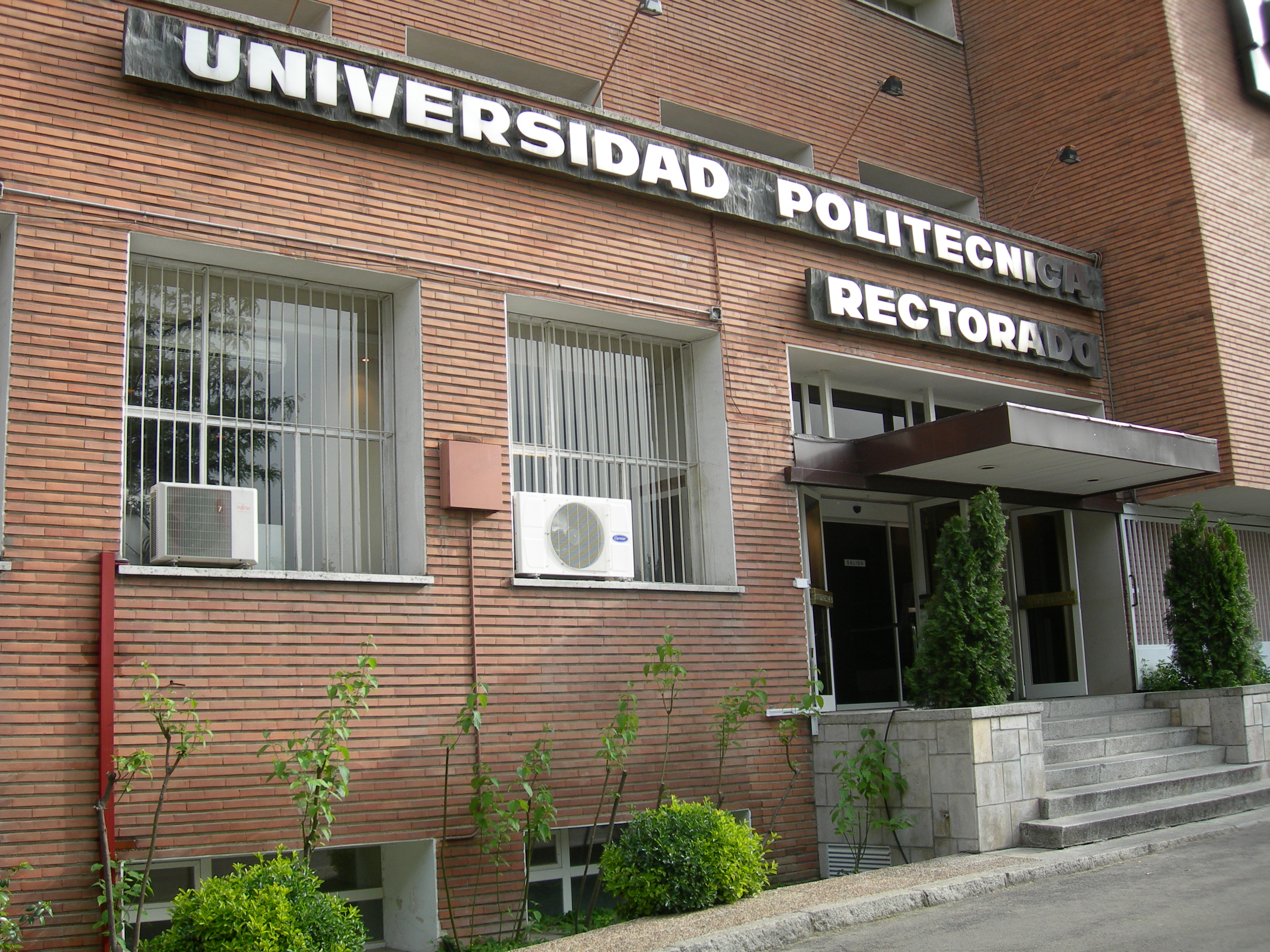
総長室入口
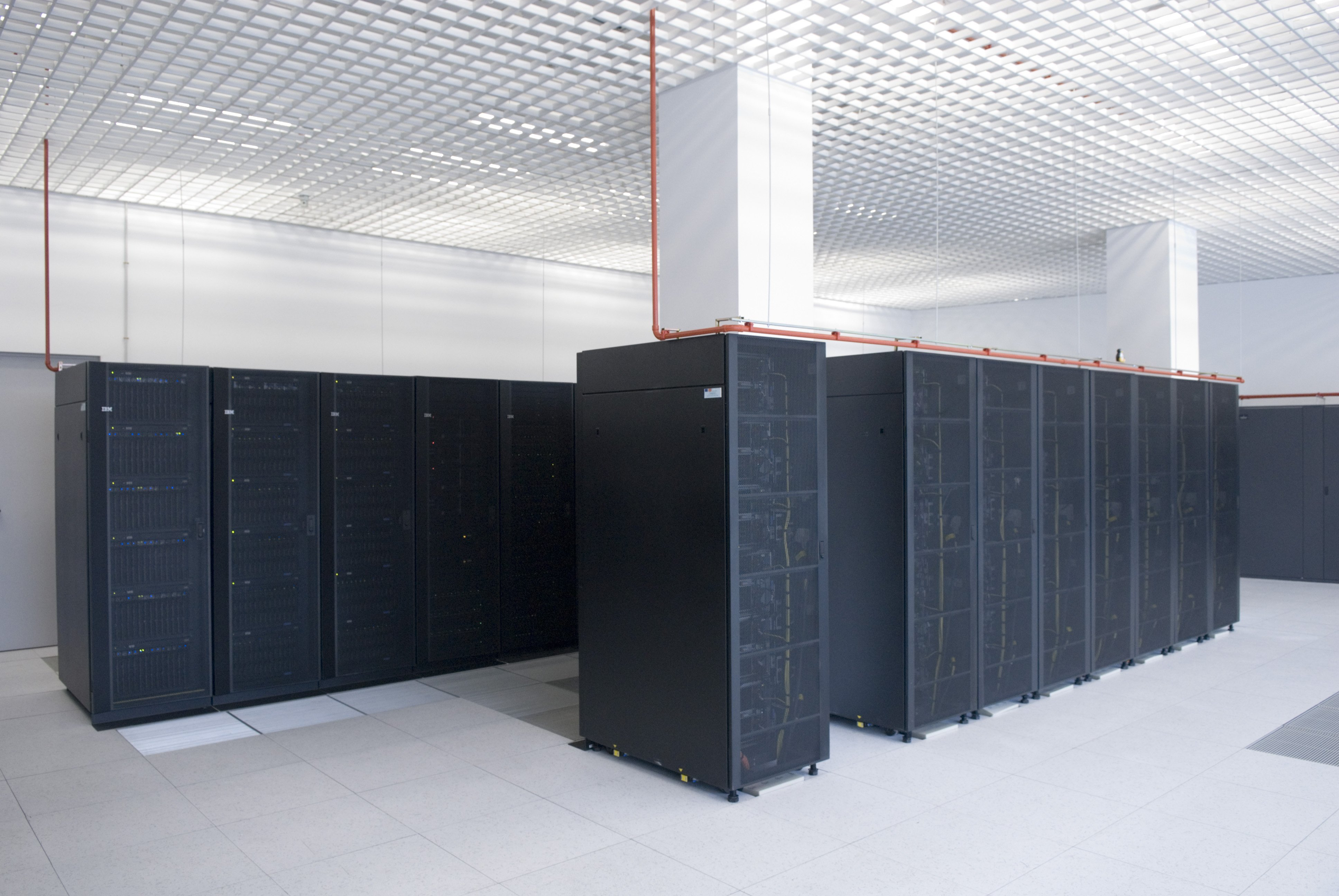
スパコンのマヘリット
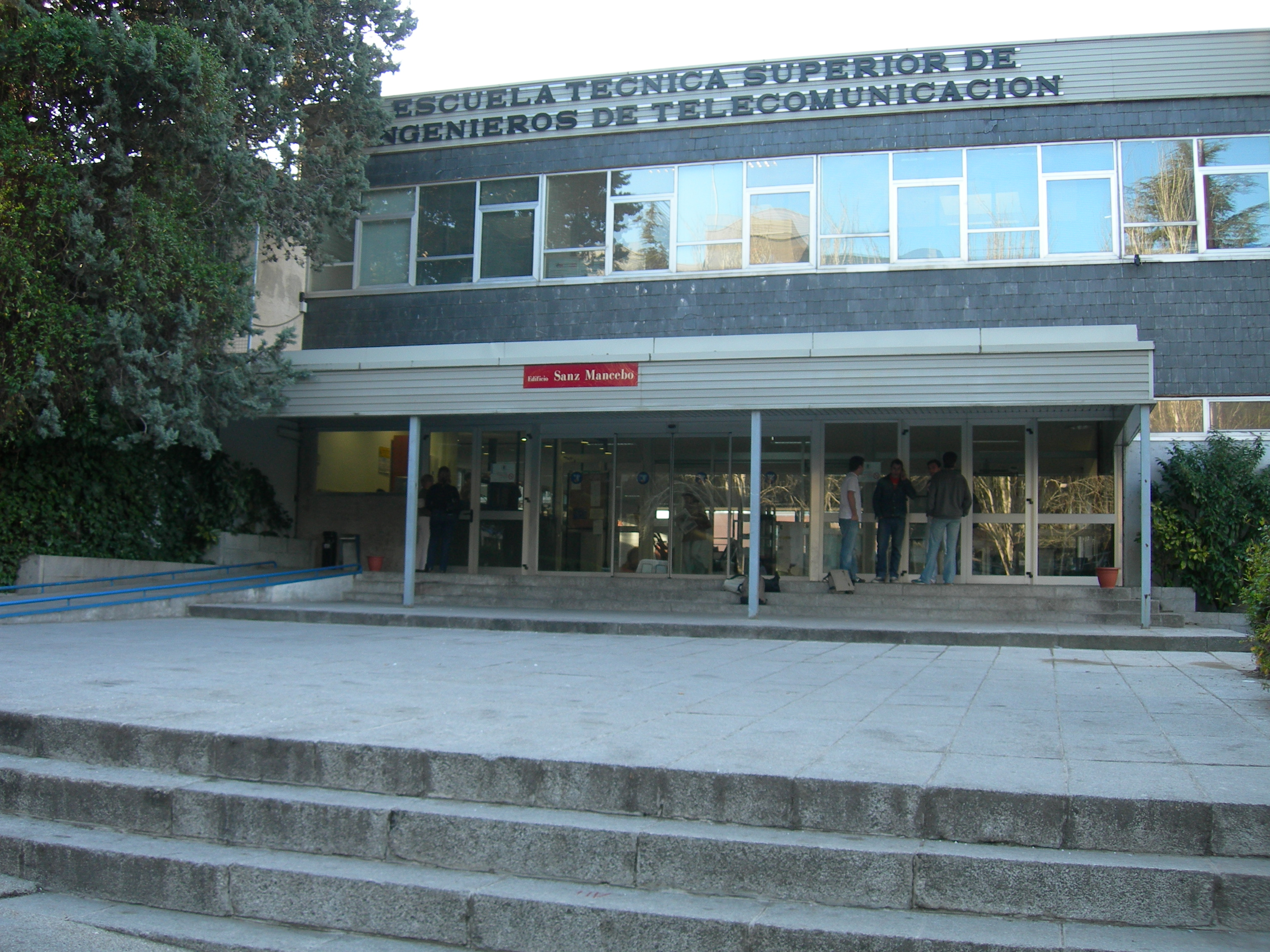
ETSITのエントランス
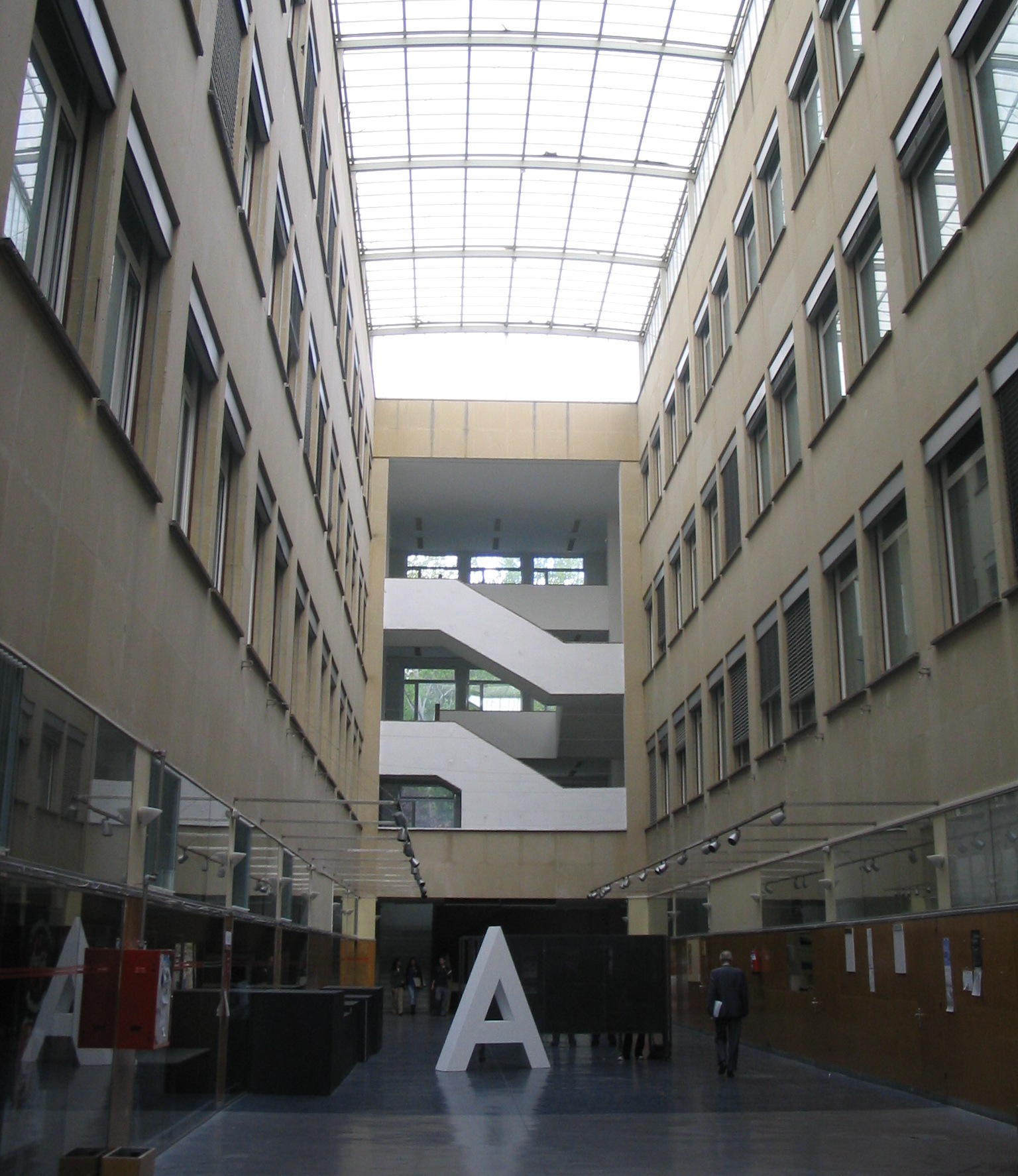
ETSAMの内部
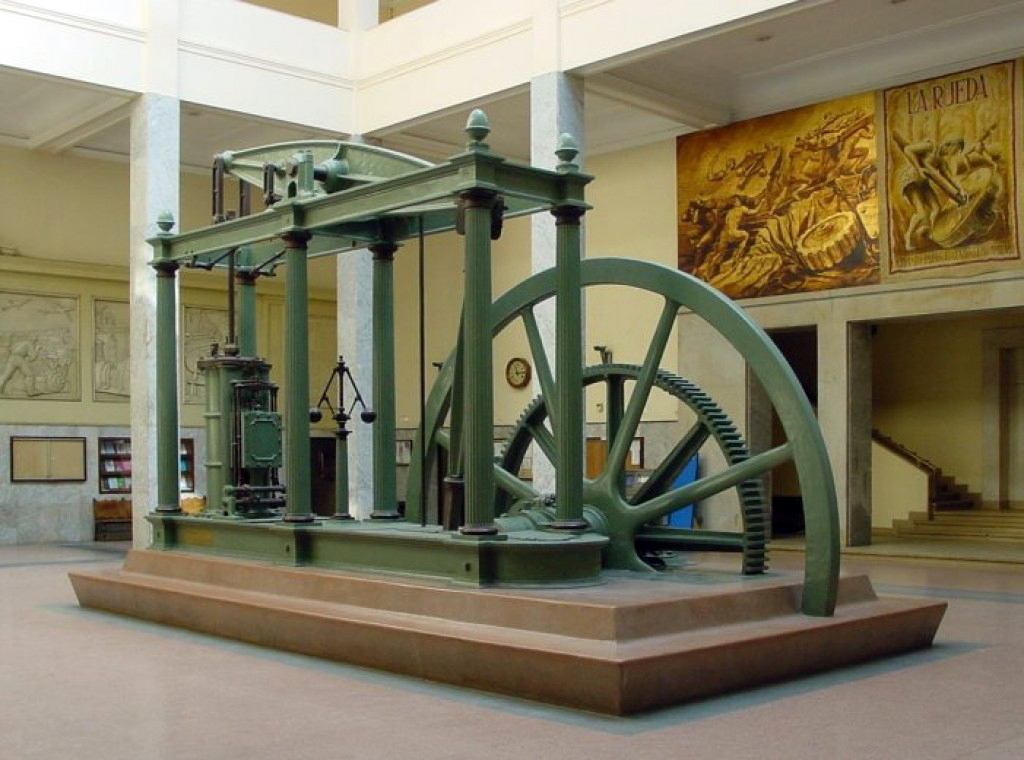
ETSIIにあるワットの蒸気エンジン
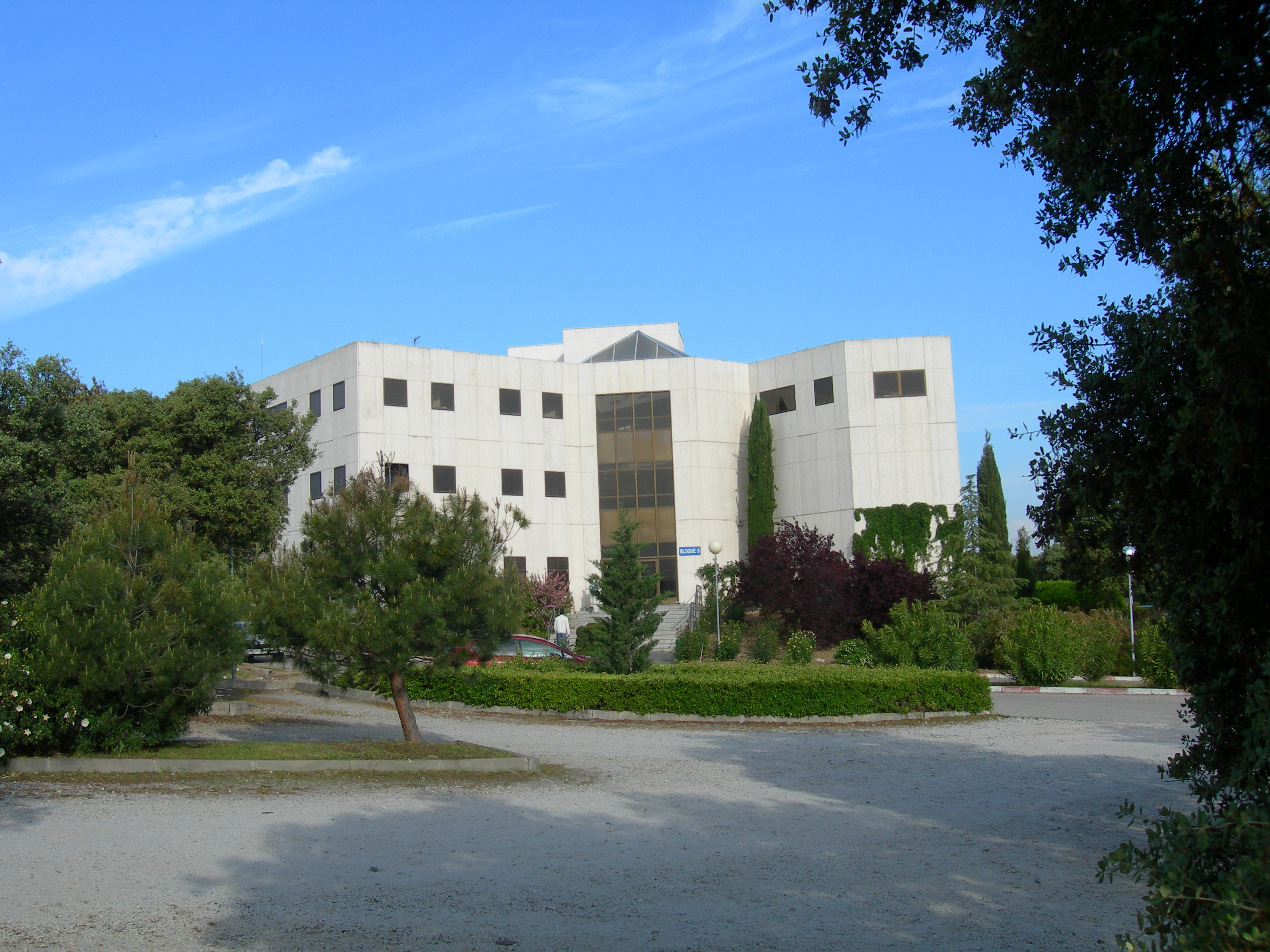
FIの建物